# Cyaniris deliciosa
Cyaniris deliciosa är en fjärilsart som beskrevs av Arnold Pagenstecher 1896. Cyaniris deliciosa ingår i släktet Cyaniris och familjen juvelvingar. Inga underarter finns listade i Catalogue of Life.